# Paavo Korhonen
Paavo Jaakko Matias Korhonen (* 5. Juni 1928 in Joutseno; † 29. September 2019) war ein finnischer Skisportler in der Nordischen Kombination.
Er wurde 1958 bei den Weltmeisterschaften in Lahti Weltmeister in der Nordischen Kombination. Bei den Olympischen Spielen 1952 und 1956 belegte er jeweils den vierten Platz. 